# Fussball Club Vaduz 2014-2015
Questa voce raccoglie le informazioni riguardanti il Fussball Club Vaduz nelle competizioni ufficiali della stagione 2014-2015.

## Stagione
Nella stagione 2014-2015 il Vaduz, allenato da Giorgio Contini, concluse il campionato di Super League al 9º posto. Nella Coppa del Liechtenstein il Vaduz vinse la finale con il Triesenberg. In Europa League il Vaduz fu eliminato al secondo turno di qualificazione dal Ruch Chorzów.

## Rosa
| N. |                           | Ruolo | Calciatore      |
| -- | ------------------------- | ----- | --------------- |
| 1  | Liechtenstein (bandiera)  | P     | Peter Jehle     |
| 3  | Svizzera (bandiera)       | D     | Simone Grippo   |
| 4  | Liechtenstein (bandiera)  | D     | Daniel Kaufmann |
| 5  | Rep. Ceca (bandiera)      | D     | Pavel Pergl     |
| 6  | Austria (bandiera)        | D     | Mario Sara      |
| 7  | Svizzera (bandiera)       | C     | Steven Lang     |
| 8  | Italia (bandiera)         | C     | Diego Ciccone   |
| 9  | Austria (bandiera)        | A     | Manuel Sutter   |
| 11 | Liechtenstein (bandiera)  | D     | Franz Burgmeier |
| 12 | Svizzera (bandiera)       | C     | Ramon Cecchini  |
| 13 | Svizzera (bandiera)       | C     | Pascal Schürpf  |
| 15 | Svizzera (bandiera)       | A     | Nico Abegglen   |
| 16 | Corea del Nord (bandiera) | A     | Kwang-Ryong Pak |

| N. |                          | Ruolo | Calciatore             |
| -- | ------------------------ | ----- | ---------------------- |
| 17 | Svizzera (bandiera)      | D     | Joel Untersee          |
| 18 | Svizzera (bandiera)      | P     | Andreas Hirzel         |
| 19 | Svizzera (bandiera)      | D     | Nick von Niederhäusern |
| 20 | Liechtenstein (bandiera) | C     | Nicolas Hasler         |
| 21 | Kosovo (bandiera)        | C     | Hekuran Kryeziu        |
| 22 | Svizzera (bandiera)      | D     | Florian Stahel         |
| 23 | Germania (bandiera)      | C     | Markus Neumayr         |
| 27 | Svizzera (bandiera)      | C     | Philipp Muntwiler      |
| 28 | Paesi Bassi (bandiera)   | C     | Kristian Kuzmanovic    |
| 29 | Liechtenstein (bandiera) | D     | Vinzenz Flatz          |
| 30 | Albania (bandiera)       | D     | Naser Aliji            |
| 35 | Svizzera (bandiera)      | P     | Oliver Klaus           |

## Organigramma societario
Area tecnica
- Allenatore: Giorgio Contini
- Allenatore in seconda: Daniel Hasler
- Preparatore dei portieri: Sebastian Selke
- Preparatori atletici: Harry Körner
- Medico sociale: dr. Alexander Gohm
- Fisioterapista: Manuel Nef
- Massaggiatore: Marc Flammer
- Coordinatore tecnico/Scout: Ralf Oehri

## Calciomercato

### Sessione estiva
| Acquisti | Acquisti            | Acquisti      | Acquisti |
| R.       | Nome                | da            | Modalità |
| -------- | ------------------- | ------------- | -------- |
| C        | Kristian Kuzmanovic | Winterthur    |          |
| D        | Vinzenz Flatz       | Young Boys II |          |
| P        | Andreas Hirzel      | Baden         |          |
| C        | Hekuran Kryeziu     | Lucerna       |          |
| C        | Steven Lang         | Grasshoppers  |          |
| C        | Michele Polverino   | Wolfsberger   |          |
| D        | Florian Stahel      | Lucerna       |          |

| Cessioni | Cessioni        | Cessioni | Cessioni |
| R.       | Nome            | a        | Modalità |
| -------- | --------------- | -------- | -------- |
| P        | Andreas Hirzel  | Tuggen   |          |
| C        | Andrea Maccoppi | Chiasso  |          |
| P        | Claudio Majer   | Balzers  |          |

### Sessione invernale
| Acquisti | Acquisti    | Acquisti | Acquisti |
| R.       | Nome        | da       | Modalità |
| -------- | ----------- | -------- | -------- |
| D        | Naser Aliji | Basilea  |          |

| Cessioni | Cessioni          | Cessioni | Cessioni |
| R.       | Nome              | a        | Modalità |
| -------- | ----------------- | -------- | -------- |
| C        | Michele Polverino | Ried     |          |

## Risultati

### Super League

#### Prima fase, girone di andata
| Arbitro: | Amhof |

|                  |           |  |
| Sadik 33’ (rig.) | Marcatori |  |

| Arbitro: | Erlachner |

|             |           |                                                                |
| Cecchini 7’ | Marcatori | 21’ Chiumiento 23’ Rodríguez 51’ Chikhaoui 67’ (rig.) Chermiti |

| Arbitro: | Jaccottet |

|            |           |             |
| Senger 23’ | Marcatori | 80’ Schürpf |

| Arbitro: | San |

|             |           |  |
| Vanczák 56’ | Marcatori |  |

| Arbitro: | Bieri |

|             |           |            |
| Schürpf 68’ | Marcatori | 90’ Mobulu |

| Arbitro: | Fähndrich |

|  |           |                      |
|  | Marcatori | 21’ Frey 55’ Steffen |

| Arbitro: | Jaccottet |

|  |           |               |
|  | Marcatori | 37’ Muntwiler |

| Arbitro: | Studer |

|                     |           |                     |
| Grippo 27’ Lang 57’ | Marcatori | 19’ Tafer 62’ Russo |

| Arbitro: | Schärer |

|                                   |           |                 |
| Zuffi 2’ Streller 80’ Hamoudi 90’ | Marcatori | 11’ (rig.) Lang |

#### Prima fase, girone di ritorno
| Arbitro: | Jancevski |

|               |           |  |
| Burgmeier 49’ | Marcatori |  |

| Arbitro: | Bieri |

|                                 |           |  |
| Kukeli 5’ Schönbächler 15’, 25’ | Marcatori |  |

| Lucerna 19 ottobre 2014, ore 13:45 CEST 12ª giornata | Lucerna | 0 – 0 referto | Vaduz | swissporarena (15 019 spett.)\| Arbitro: \| Amhof \| |
| Arbitro:                                             | Amhof   |               |       |                                                      |

| Arbitro: | Klossner |

|             |           |              |
| Schürpf 42’ | Marcatori | 58’ Ngamukol |

| Arbitro: | Schärer |

|  |           |                    |
|  | Marcatori | 53’ (rig.) Neumayr |

| Arbitro: | Erlachner |

|  |           |                                    |
|  | Marcatori | 27’ Díaz 45’, 49’ Embolo 76’ Gashi |

| Arbitro: | Jaccottet |

|                                          |           |                                    |
| Tafer 72’ Rodríguez 84’ (rig.) Russo 90’ | Marcatori | 16’ Sutter 51’, 68’ (rig.) Neumayr |

| Arbitro: | Klossner |

|  |           |                  |
|  | Marcatori | 3’ (aut.) Grippo |

| Arbitro: | Studer |

|             |           |  |
| Neumayr 44’ | Marcatori |  |

#### Seconda fase, girone di andata
| Arbitro: | Schärer |

|  |           |                 |
|  | Marcatori | 32’, 56’ Konaté |

| Arbitro: | Erlachner |

|  |           |             |
|  | Marcatori | 71’ Schürpf |

| Arbitro: | Amhof |

|               |           |           |
| Burgmeier 52’ | Marcatori | 77’ Sadik |

| Arbitro: | San |

|          |           |  |
| Frei 41’ | Marcatori |  |

| Arbitro: | Studer |

|                        |           |                        |
| Schürpf 83’ Sutter 87’ | Marcatori | 74’ Nef 86’ Gavranović |

| Arbitro: | San |

|                            |           |  |
| Schneuwly 6’ Jantscher 76’ | Marcatori |  |

| Arbitro: | Pache |

|                               |           |            |
| Burgmeier 17’, 65’ Stahel 44’ | Marcatori | 72’ Mathys |

| Arbitro: | Studer |

|  |           |                   |
|  | Marcatori | 29’ (rig.) Hoarau |

| Arbitro: | San |

|          |           |             |
| Caio 67’ | Marcatori | 73’ Neumayr |

#### Seconda fase, girone di ritorno
| Arbitro: | Klossner |

|  |           |                         |
|  | Marcatori | 32’ Senger 90’ Costanzo |

| Arbitro: | Fähndrich |

|           |           |                                    |
| Mathys 3’ | Marcatori | 53’ (aut.) Facchinetti 77’ Schürpf |

| Arbitro: | Pache |

|         |           |                                            |
| Pak 66’ | Marcatori | 30’ Streller 45’ (rig.) González 82’ Zuffi |

| Arbitro: | Hänni |

|                                        |           |  |
| Sadik 6’ Reinmann 22’ Sulmoni 36’, 45’ | Marcatori |  |

| Arbitro: | Erlachner |

|                                  |           |  |
| Vanczák 32’ Konaté 70’, 86’, 90’ | Marcatori |  |

| Arbitro: | Jancevski |

|  |           |                           |
|  | Marcatori | 26’ Lezcano 61’ Schneuwly |

| Arbitro: | Amhof |

|                            |           |                       |
| Schneuwly 19’ Djimsiti 52’ | Marcatori | 3’ Sutter 39’ Schürpf |

| Arbitro: | Bieri |

|  |           |          |
|  | Marcatori | 70’ Caio |

| Arbitro: | Klossner |

|                              |           |            |
| Gajić 65’ (rig.) Steffen 67’ | Marcatori | 48’ Hasler |

### Coppa del Liechtenstein
| 5 novembre 2014, ore 20:00 CET Quarti di finale | Ruggell | 1 – 2 | Vaduz |  |

| 21 aprile 2015, ore 19:30 CEST Semifinale | Eschen/Mauren | 0 – 2 | Vaduz |  |

| 13 maggio 2015, ore 18:30 CEST Finale | Vaduz | 5 – 0 | Triesenberg |  |

### Europa League

#### Fase di qualificazione
| Arbitro: | Casanova |

|                           |           |  |
| Sutter 6’ Schürpf 8’, 72’ | Marcatori |  |

| Arbitro: | Kopriwa |

|  |           |            |
|  | Marcatori | 89’ Hasler |

| Arbitro: | Příhoda |

|                                  |           |                          |
| Zieńczuk 19’ Stawarczyk 21’, 74’ | Marcatori | 16’ Muntwiler 59’ Stahel |

| Vaduz 24 luglio 2014, ore 19:00 CEST Secondo turno - ritorno | Vaduz    | 0 – 0 referto | Ruch Chorzów | Rheinpark (2 036 spett.)\| Arbitro: \| Salmanov \| |
| Arbitro:                                                     | Salmanov |               |              |                                                    |

## Statistiche

### Statistiche di squadra
| Competizione            | Punti | In casa | In casa | In casa | In casa | In casa | In casa | In trasferta | In trasferta | In trasferta | In trasferta | In trasferta | In trasferta | Totale | Totale | Totale | Totale | Totale | Totale | DR  |
| Competizione            | Punti | G       | V       | N       | P       | Gf      | Gs      | G            | V            | N            | P            | Gf           | Gs           | G      | V      | N      | P      | Gf     | Gs     | DR  |
| ----------------------- | ----- | ------- | ------- | ------- | ------- | ------- | ------- | ------------ | ------------ | ------------ | ------------ | ------------ | ------------ | ------ | ------ | ------ | ------ | ------ | ------ | --- |
| Super League            | 31    | 18      | 3       | 5       | 10      | 14      | 30      | 18           | 4            | 5            | 9            | 14           | 29           | 36     | 7      | 10     | 19     | 28     | 59     | -31 |
| Europa League           | -     | 2       | 1       | 1       | 0       | 3       | 0       | 2            | 1            | 0            | 1            | 3            | 3            | 4      | 2      | 1      | 1      | 6      | 3      | +3  |
| Coppa del Liechtenstein | -     | 1       | 1       | 0       | 0       | 5       | 0       | 2            | 2            | 0            | 0            | 4            | 1            | 3      | 3      | 0      | 0      | 9      | 1      | +8  |
| Totale                  | 31    | 21      | 5       | 6       | 10      | 22      | 30      | 22           | 7            | 5            | 10           | 21           | 33           | 43     | 12     | 11     | 20     | 43     | 63     | -20 |

### Andamento in campionato
| Giornata  | 1 | 2  | 3 | 4  | 5 | 6  | 7  | 8 | 9 | 10 | 11 | 12 | 13 | 14 | 15 | 16 | 17 | 18 | 19 | 20 | 21 | 22 | 23 | 24 | 25 | 26 | 27 | 28 | 29 | 30 | 31 | 32 | 33 | 34 | 35 | 36 |
| --------- | - | -- | - | -- | - | -- | -- | - | - | -- | -- | -- | -- | -- | -- | -- | -- | -- | -- | -- | -- | -- | -- | -- | -- | -- | -- | -- | -- | -- | -- | -- | -- | -- | -- | -- |
| Luogo     | T | C  | T | T  | C | C  | T  | C | T | C  | T  | T  | C  | T  | C  | T  | C  | C  | C  | T  | C  | T  | C  | T  | C  | C  | T  | C  | T  | C  | T  | T  | C  | T  | C  | T  |
| Risultato | P | P  | N | P  | N | P  | V  | N | P | V  | P  | N  | N  | V  | P  | N  | P  | V  | P  | V  | N  | P  | N  | P  | V  | P  | N  | P  | V  | P  | P  | P  | P  | N  | P  | P  |
| Posizione | 9 | 10 | 9 | 10 | 9 | 10 | 10 | 9 | 9 | 8  | 9  | 9  | 9  | 8  | 9  | 8  | 9  | 7  | 8  | 6  | 7  | 7  | 8  | 8  | 8  | 8  | 8  | 9  | 9  | 9  | 9  | 9  | 9  | 9  | 9  | 9  |

Legenda:

Luogo: C = Casa; T = Trasferta. Risultato: V = Vittoria; N = Pareggio; P = Sconfitta.

### Statistiche dei giocatori
| Giocatore            | Super League | Super League | Super League | Super League | Europa League Qual. | Europa League Qual. | Europa League Qual. | Europa League Qual. | Totale   | Totale | Totale      | Totale     |
| Giocatore            | Presenze     | Reti         | Ammonizioni  | Espulsioni   | Presenze            | Reti                | Ammonizioni         | Espulsioni          | Presenze | Reti   | Ammonizioni | Espulsioni |
| -------------------- | ------------ | ------------ | ------------ | ------------ | ------------------- | ------------------- | ------------------- | ------------------- | -------- | ------ | ----------- | ---------- |
| N. Abegglen          | 12           | 0            | 2            | 0            | 3                   | 0                   | 0                   | 0                   | 15       | 0      | 2           | 0          |
| N. Aliji             | 17           | 0            | 3            | 0            | 0                   | 0                   | 0                   | 0                   | 17       | 0      | 3           | 0          |
| M. Baron             | 0            | 0            | 0            | 0            | 0                   | 0                   | 0                   | 0                   | 0        | 0      | 0           | 0          |
| F. Burgmeier         | 30           | 4            | 5            | 0            | 3                   | 0                   | 0                   | 0                   | 33       | 4      | 5           | 0          |
| R. Cecchini          | 12           | 1            | 2            | 0            | 1                   | 0                   | 0                   | 0                   | 13       | 1      | 2           | 0          |
| D. Ciccone           | 25           | 0            | 4            | 1            | 2                   | 0                   | 1                   | 0                   | 27       | 0      | 5           | 1          |
| D. Erlacher          | 0            | 0            | 0            | 0            | 0                   | 0                   | 0                   | 0                   | 0        | 0      | 0           | 0          |
| V. Flatz             | 0            | 0            | 0            | 0            | 0                   | 0                   | 0                   | 0                   | 0        | 0      | 0           | 0          |
| S. Grippo            | 24           | 1            | 3            | 2            | 4                   | 0                   | 0                   | 0                   | 28       | 1      | 3           | 2          |
| N. Hasler            | 25           | 1            | 3            | 0            | 1                   | 1                   | 0                   | 0                   | 26       | 2      | 3           | 0          |
| A. Hirzel            | 1            | 0            | 1            | 0            | 0                   | 0                   | 0                   | 0                   | 1        | 0      | 1           | 0          |
| P. Jehle             | 28           | 0            | 3            | 0            | 4                   | 0                   | 0                   | 0                   | 32       | 0      | 3           | 0          |
| D. Kaufmann          | 19           | 0            | 2            | 0            | 1                   | 0                   | 0                   | 0                   | 20       | 0      | 2           | 0          |
| O. Klaus             | 7            | 0            | 0            | 0            | 0                   | 0                   | 0                   | 0                   | 7        | 0      | 0           | 0          |
| H. Kryeziu           | 25           | 0            | 2            | 1            | 2                   | 0                   | 1                   | 0                   | 27       | 0      | 3           | 1          |
| K. Kuzmanovic        | 7            | 0            | 0            | 0            | 0                   | 0                   | 0                   | 0                   | 7        | 0      | 0           | 0          |
| S. Lang              | 32           | 2            | 7            | 0            | 4                   | 0                   | 1                   | 0                   | 36       | 2      | 8           | 0          |
| P. Muntwiler         | 33           | 1            | 11           | 1            | 3                   | 1                   | 1                   | 1                   | 36       | 2      | 12          | 2          |
| M. Neumayr           | 32           | 5            | 8            | 1            | 4                   | 0                   | 1                   | 0                   | 36       | 5      | 9           | 1          |
| K. Pak               | 19           | 1            | 0            | 0            | 4                   | 0                   | 0                   | 0                   | 23       | 1      | 0           | 0          |
| P. Pergl             | 2            | 0            | 0            | 0            | 0                   | 0                   | 0                   | 0                   | 2        | 0      | 0           | 0          |
| M. Polverino         | 4            | 0            | 1            | 0            | 2                   | 0                   | 1                   | 0                   | 6        | 0      | 2           | 0          |
| M. Sara              | 8            | 0            | 5            | 0            | 0                   | 0                   | 0                   | 0                   | 8        | 0      | 5           | 0          |
| P. Schürpf           | 34           | 7            | 1            | 0            | 4                   | 2                   | 0                   | 0                   | 38       | 9      | 1           | 0          |
| F. Stahel            | 32           | 1            | 5            | 0            | 4                   | 1                   | 1                   | 0                   | 36       | 2      | 6           | 0          |
| M. Sutter            | 26           | 3            | 4            | 0            | 4                   | 1                   | 0                   | 0                   | 30       | 4      | 4           | 0          |
| J. Untersee          | 21           | 0            | 3            | 0            | 3                   | 0                   | 1                   | 0                   | 24       | 0      | 4           | 0          |
| N. von Niederhäusern | 28           | 0            | 7            | 0            | 3                   | 0                   | 0                   | 0                   | 31       | 0      | 7           | 0          |